# San Servolo

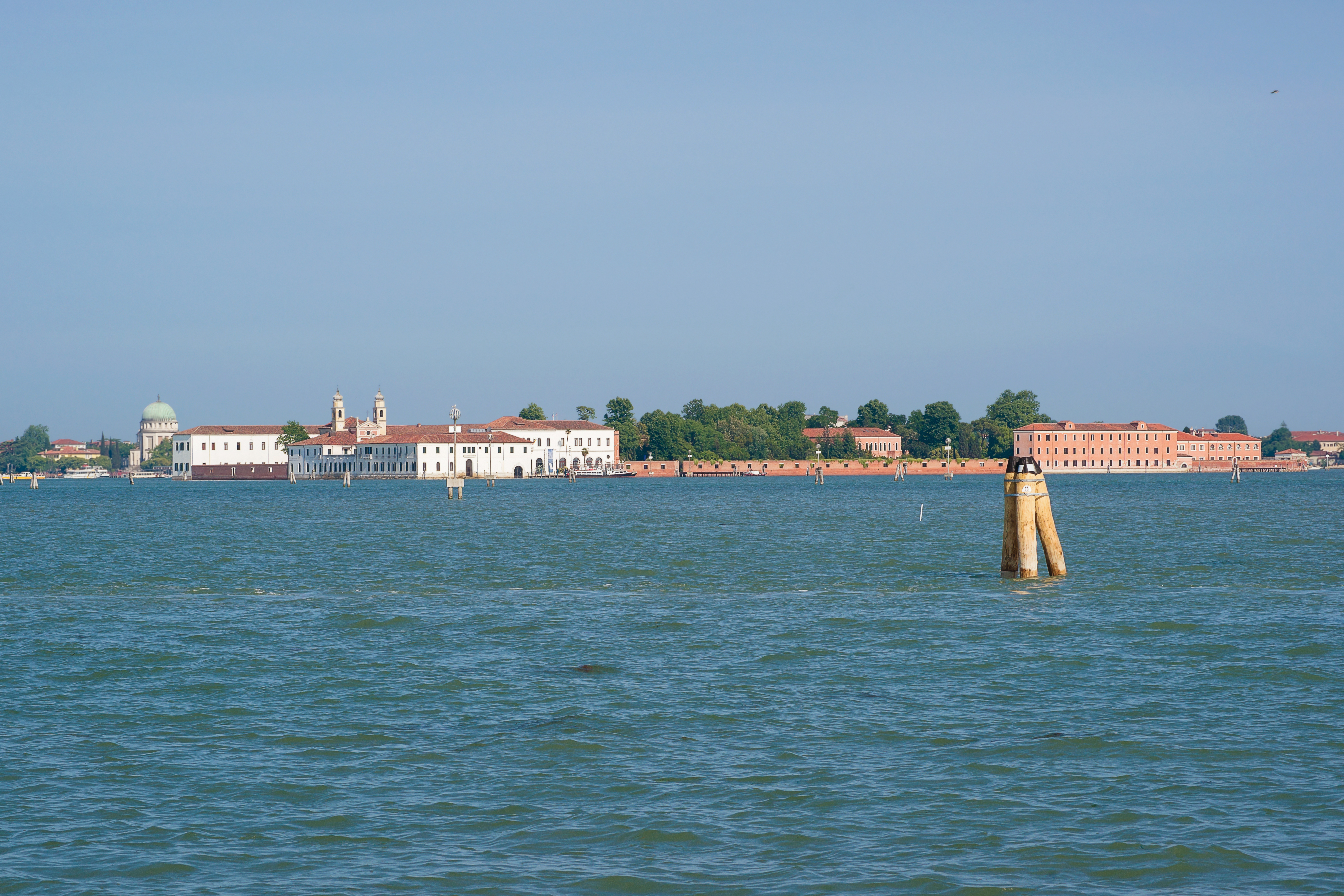
Insula văzută de pe Giudecca

San Servolo (numele venețian al italianului San Servilio, martir din Istria sărbătorit la 24 mai) este o insulă italiană din Laguna Venețiană, la sud-est de San Giorgio Maggiore. Ea se află la intersecția canalelor del Orfano, San Nicolò și Lazzaretto și are o suprafață de 0,48 km², din care aproximativ 0,38 km² sunt dedicate zonelor verzi.

## Istoric
Călugării benedictini au trăit pe această insulă începând cel puțin din secolul al VIII-lea și pentru aproape cinci sute de ani. Prima clădire benedictină a fost construită între 764 și 804 de călugării refugiați acolo după ce au fost alungați de franci din Mănăstirea Santo Stefano din Altino. Călugării benedictini s-au mutat apoi la Abația Sant'Ilario din apropiere de Malcontenta lăsând astfel pe insulă un ospiciu pentru frații mai în vârstă. 
Reînvierea vieții monahale a avut loc în anul 1109 odată cu sosirea călugărițelor benedictine care au rămas acolo până la sfârșitul secolului al XVII-lea. Călugărițele proveneau de la mănăstirile Sfinților Leon și Basso de pe insula Malamocco, care fuseseră distruse de un cutremur. 
În 1615, din cauza degradării clădirilor și a condițiilor neigienice de pe insulă, călugărițele au fost transferate în orașul Veneția, iar spațiile mănăstirești au fost folosite ca depozite pentru cereale, iar în 1630 ca spațiu pentru victimele ciumei. În 1647 insula a fost folosită de călugărițele benedictine, dominicane și franciscane care au fugit de invazia turcă din insula Creta. Acestea au rămas pe insulă până în 1716, când mănăstirea a fost închisă. 
La începutul secolului al XVIII-lea Senatul Republicii Venețiene a desemnat San Servolo ca loc pentru un nou spital militar, necesar ca urmare a războiului continuu împotriva turcilor. În anul 1725 a fost transformat în spital pentru bolnavi mintali. Guvernul lui Napoleon I a decis, în 1799, ca nebunii să fie trimiși de atunci pe San Servolo care a devenit azil și spital militar cu administrație laică. În 1798 guvernul austriac a dat spitalul Fraților ospitalieri ai Sf. Ioan al lui Dumnezeu (călugării mizericordieni). Aceștia l-au declarat azil central de ambe sexe al Veneției, Dalmației și Tirolului. În anii 1805-1814 francezii au trimis pe San Servolo soldați ai Imperiului Napoleonian.
După unificarea Regatului Italiei în 1866, provincia Veneția a devenit responsabilă cu administrarea azilurilor, realizând mai multe schimbări instituționale. În 1932 azilurile centrale venețiene San Servolo și San Clemente au fost numite spitale psihiatrice.
În 1978 a fost aprobată Legea 180/1978, promovată de medicul venețian Franco Basaglia, care a dus la închiderea spitalelor de psihiatrie. În anul următor, guvernul provinciei Veneția a stabilit pe insulă "Istituto per le Ricerche e gli Studi sull'Emarginazione Sociale e Culturale" (Institutul de Cercetare și Studii a Marginalizării Sociale și Culturale) pentru a păstra documentele legate de istoria spitalul de psihiatrie. 
Începând din anii 1990 provincia Veneția, proprietara insulei, a transformat clădirea într-un centru de promovare multi-culturală. Proiectul a fost realizat în anul 1995 prin colaborarea între Venice International University și zece universități din întreaga lume.
Este de remarcat flora bogată din San Servolo, cultivată inițial în scop farmaceutic și care a fost folosită pentru a furniza medicamente pentru armată.

## Cultură
Recent, San Servolo a început să găzduiască un spațiu rezidențial pentru găzduirea anuală a artiștilor internaționali și a devenit locul de organizare a numeroase expoziții, festivaluri și spectacole. 

## Imagini

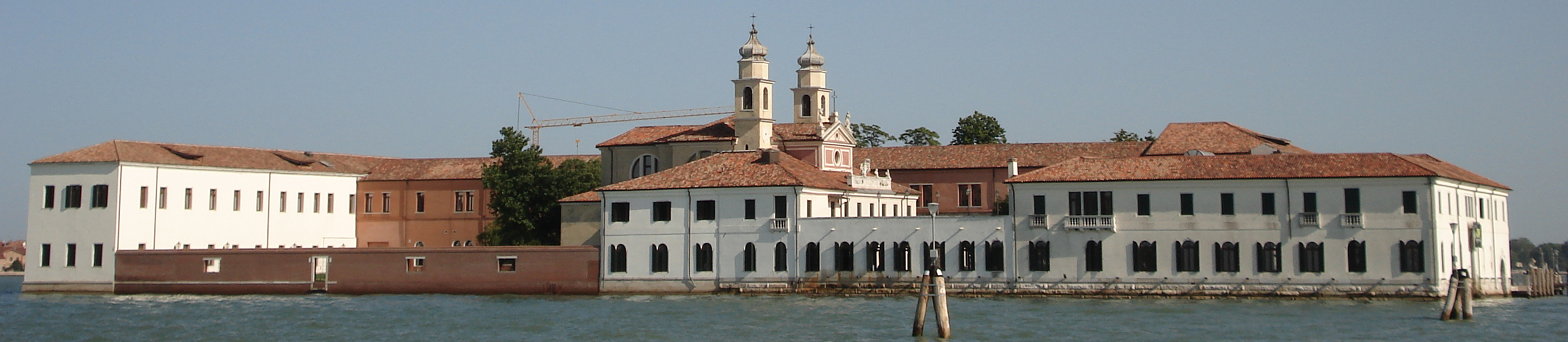
Insula văzută din Laguna Veneţiană
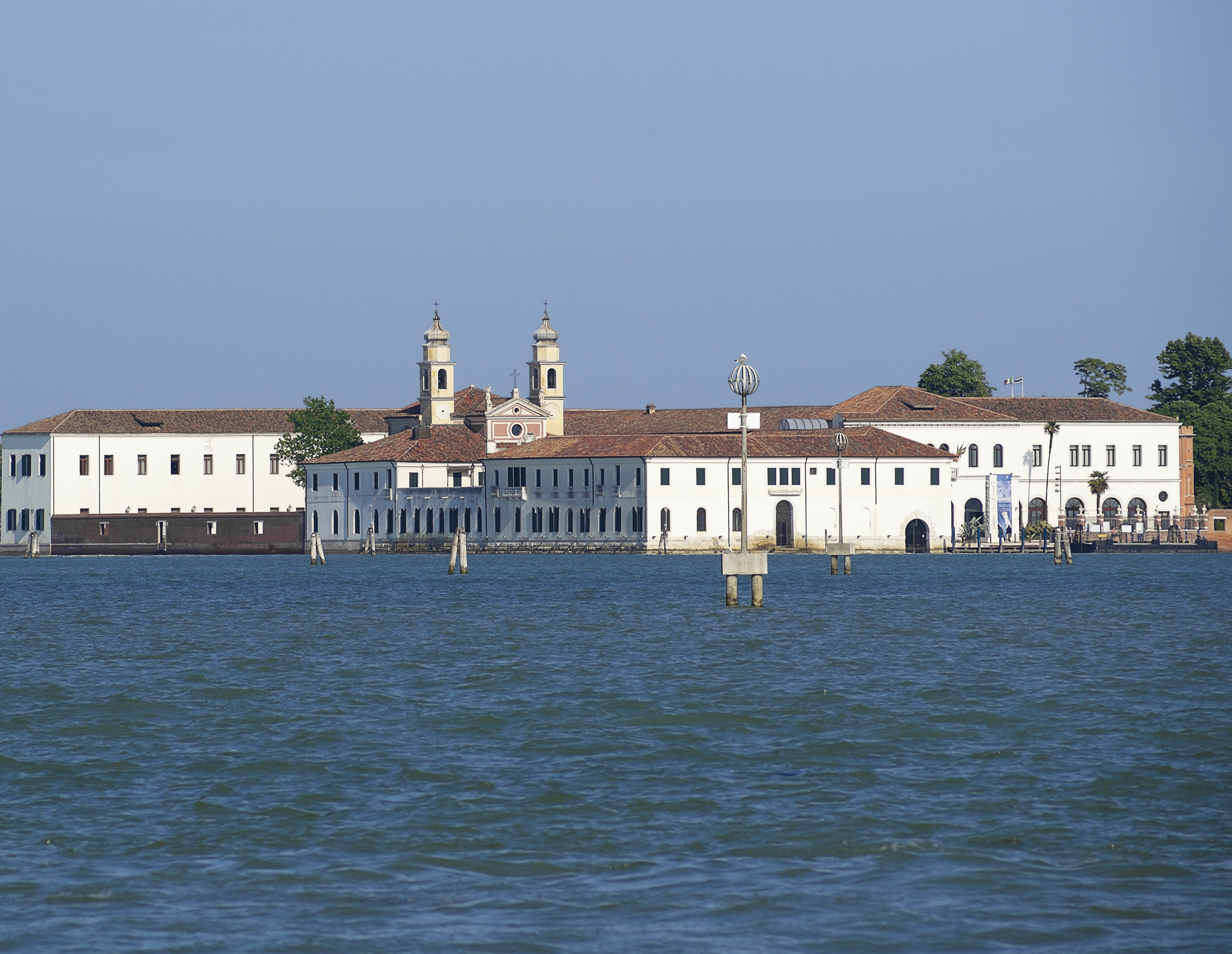
Clădirea mănăstirii benedictine
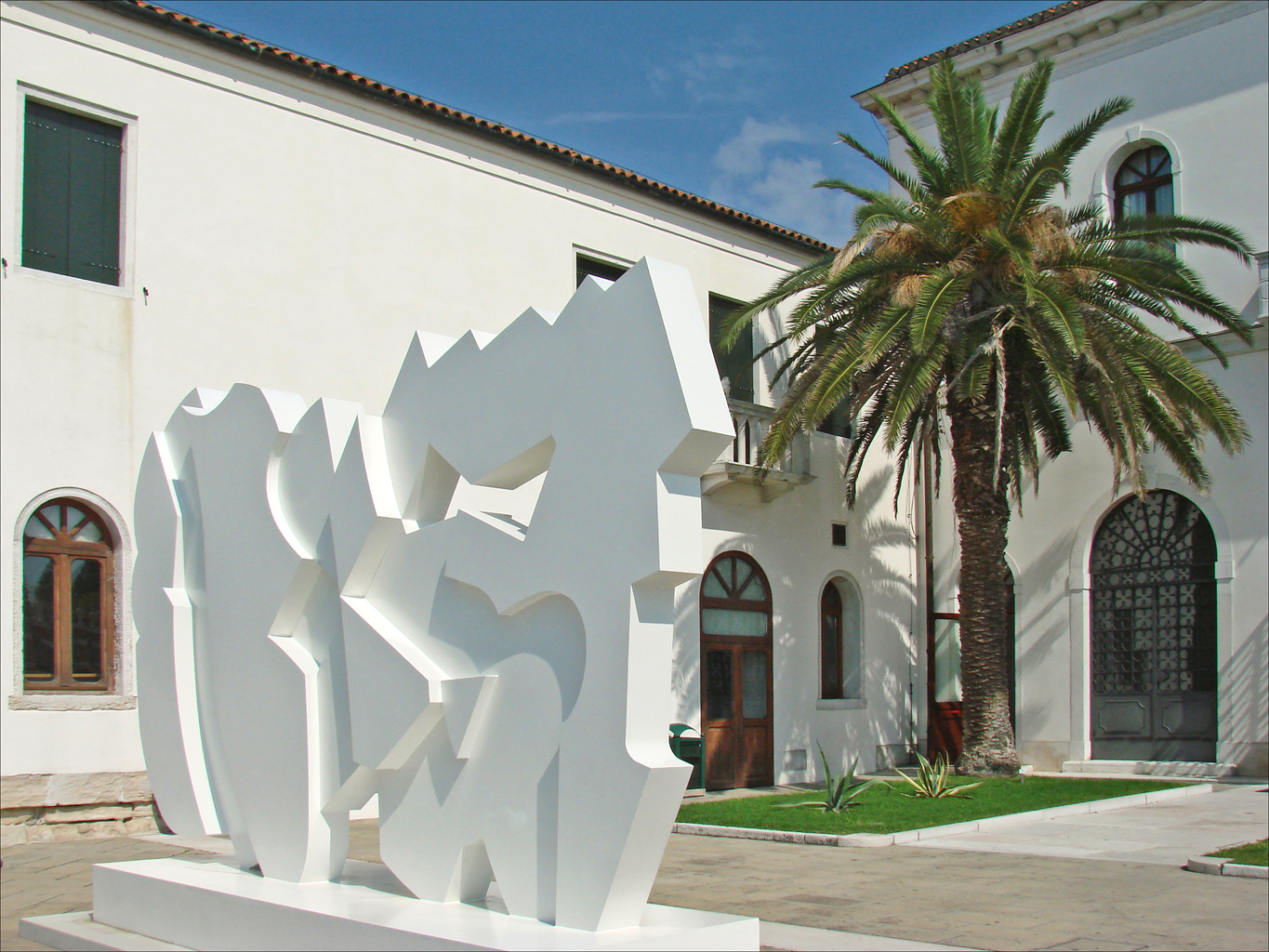
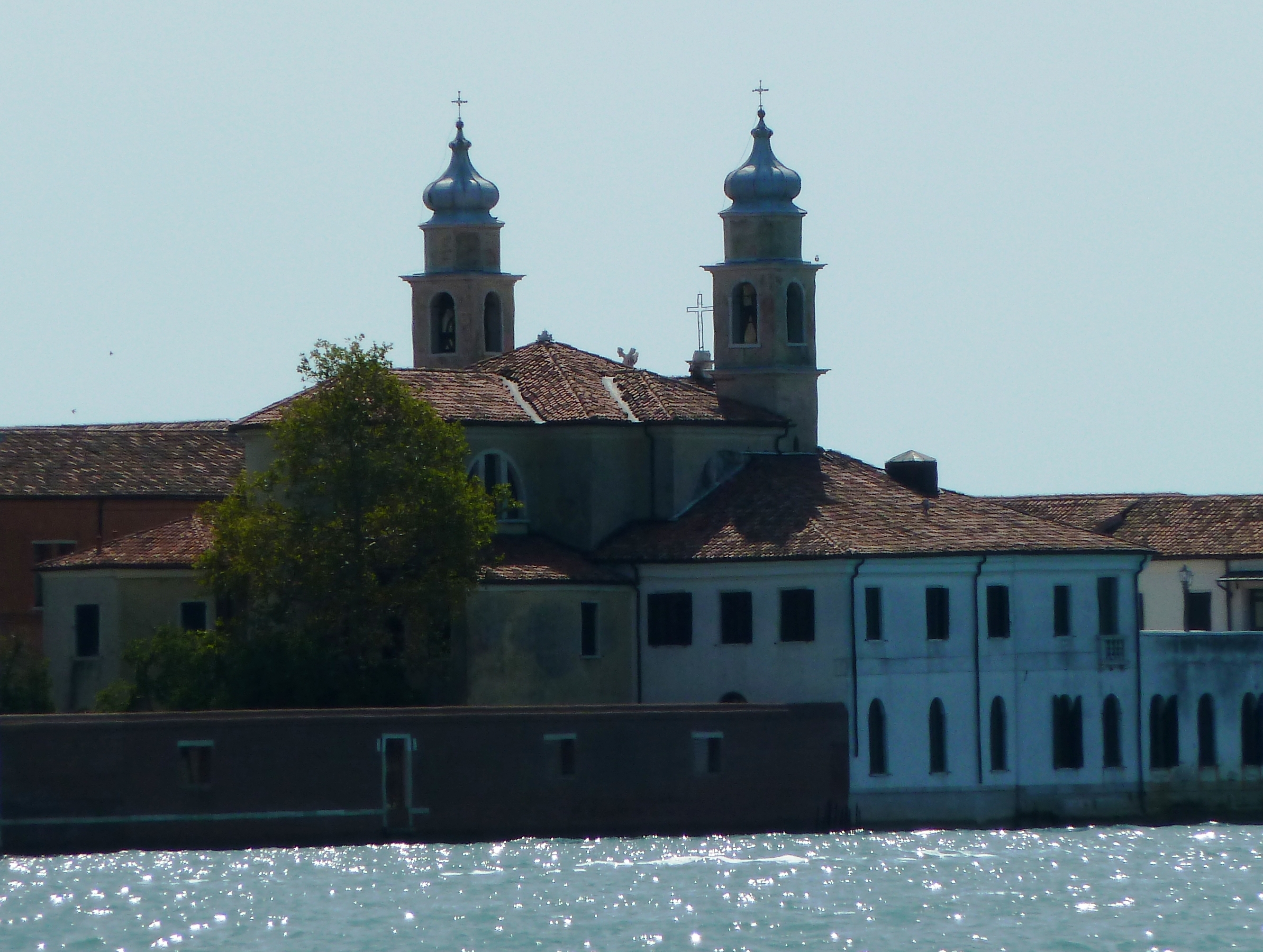
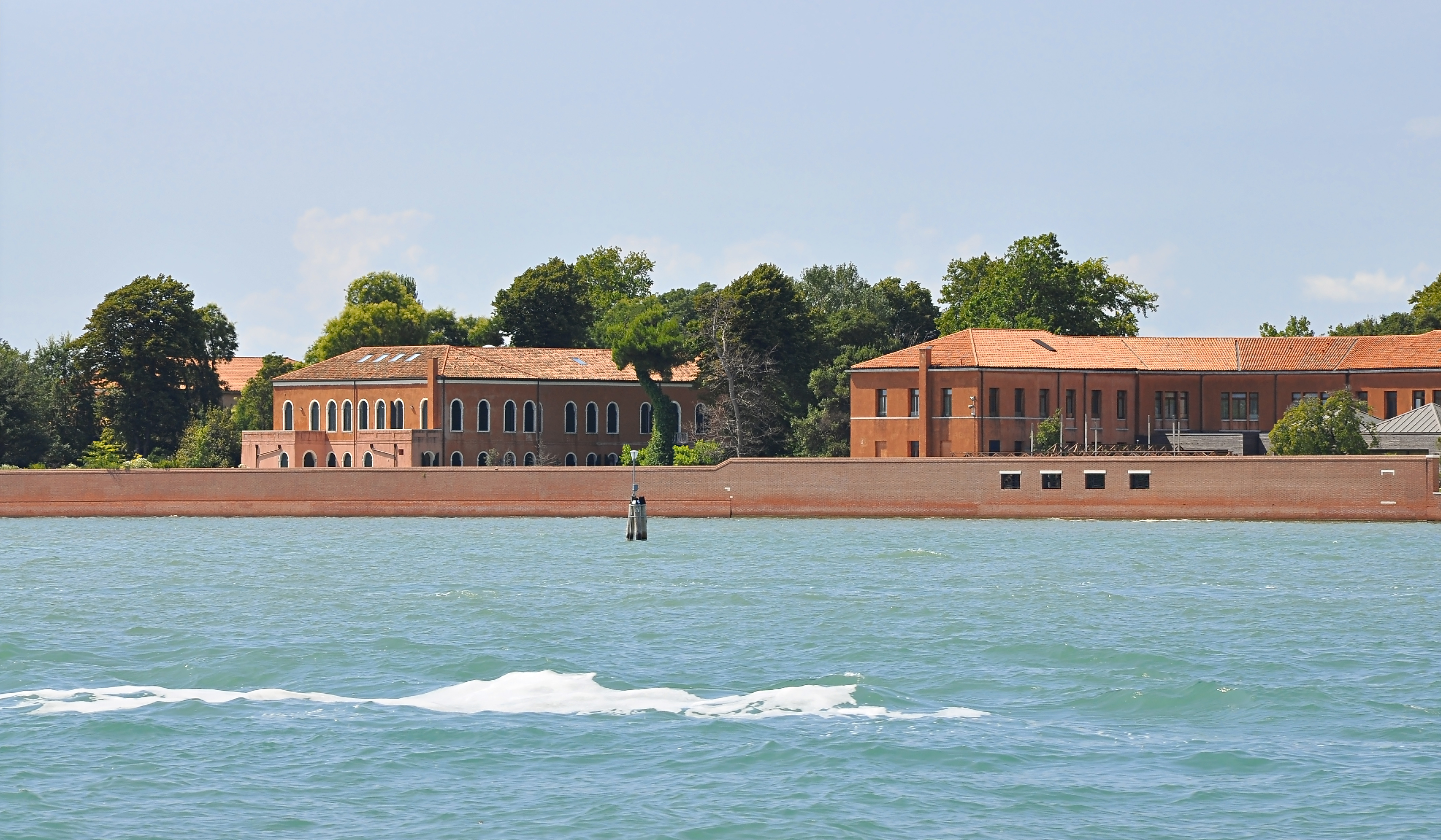
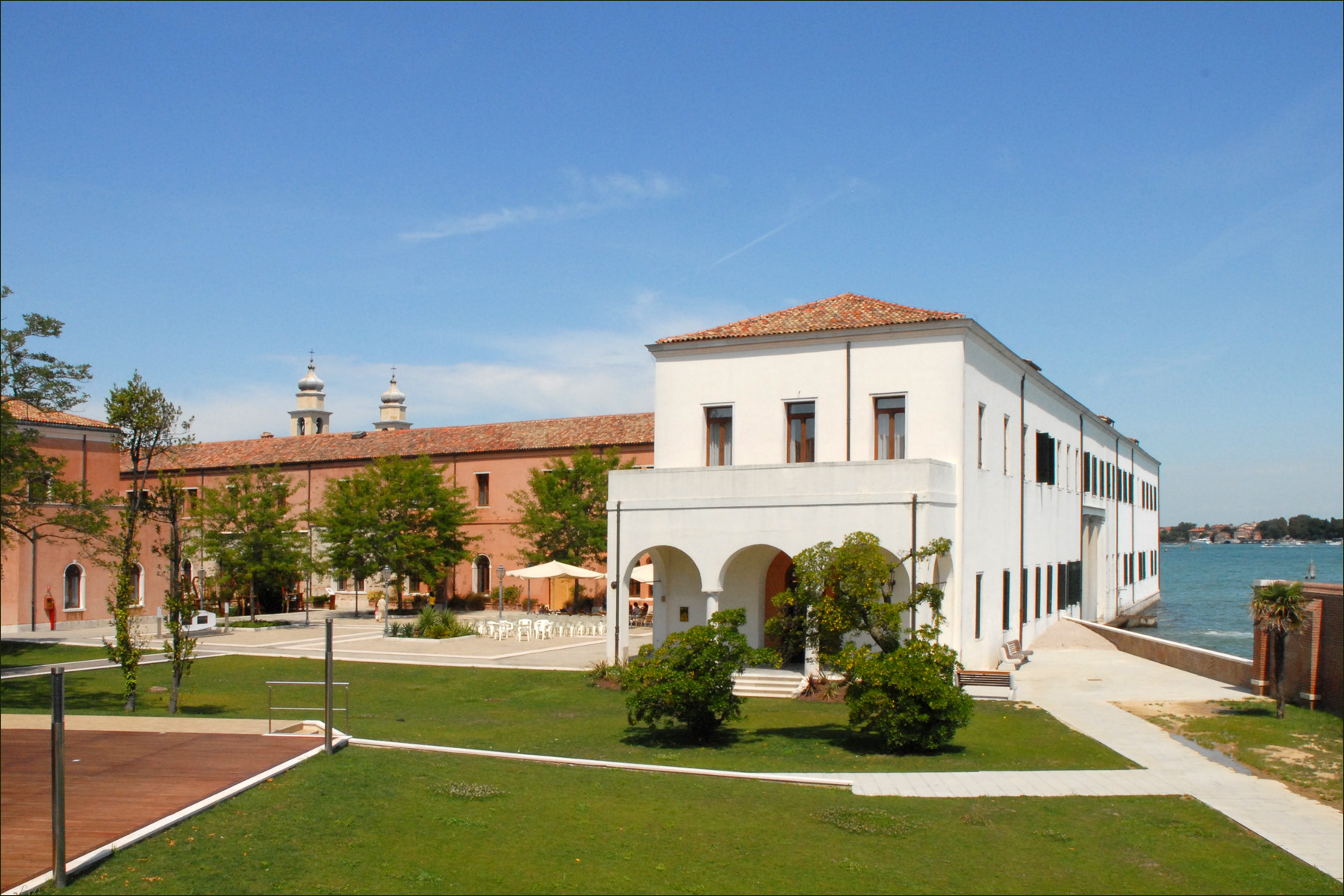
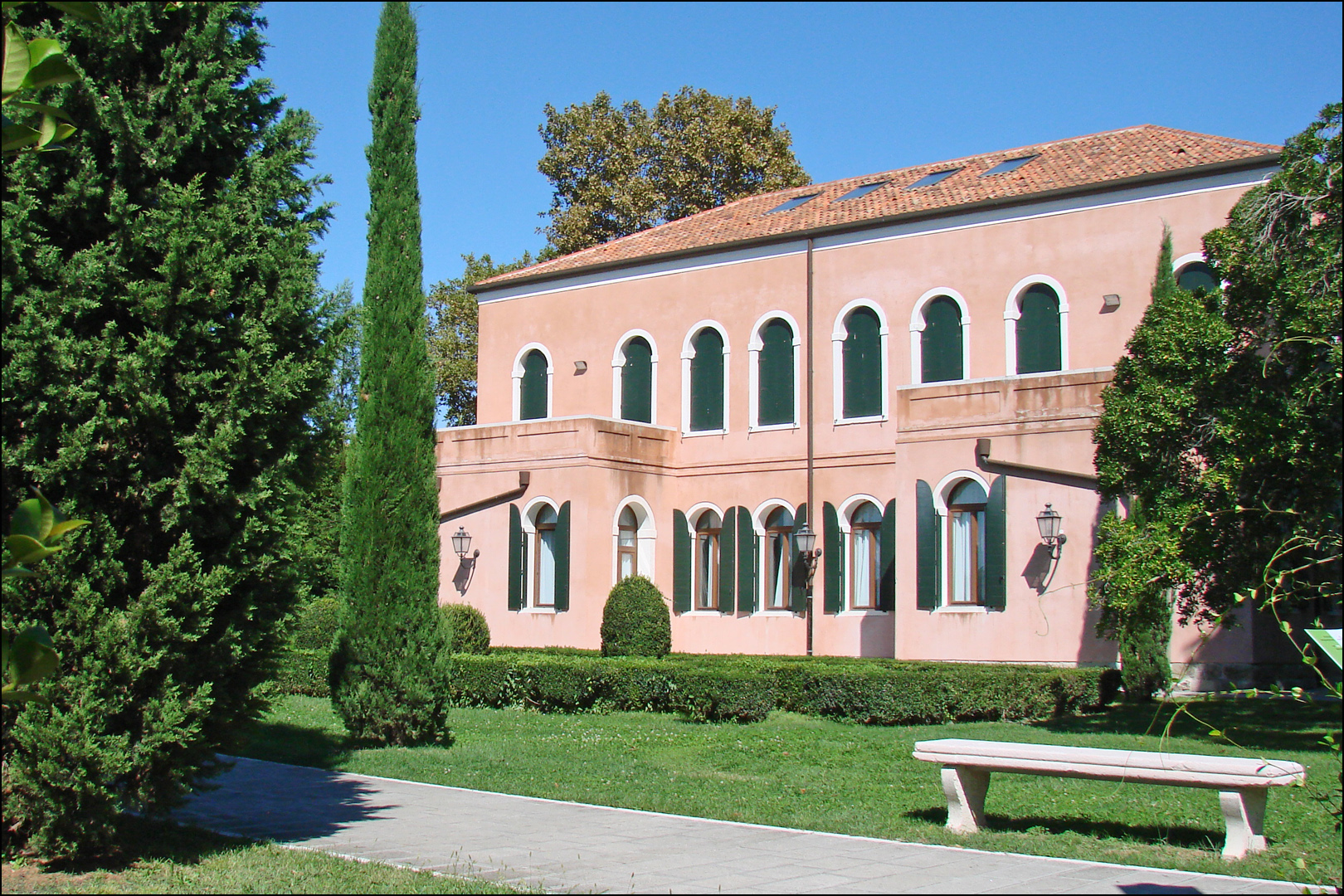